# Takuya Sugai
Takuya Sugai (菅井 拓也 Sugai Takuya?), född 2 augusti 1991 i Miyagi prefektur, är en japansk fotbollsspelare.
Sugai började sin karriär 2014 i Vanraure Hachinohe. Han spelade 84 ligamatcher för klubben. 2017 flyttade han till Azul Claro Numazu.